# زغبورة عطرية
زغبورة عطرية (الاسم العلمي:Stigmella aromella) هي نوع من الحشرات تتبع جنس الزغبورة من فصيلة السليلات.